# フランク・ケシエ
フランク・ヤニック・ケシエ（Franck Yannick Kessié, 1996年12月19日 - ）は、コートジボワール・ゴー州ウラガヒオ出身のプロサッカー選手。アル・アハリ・サウジFC所属。コートジボワール代表。ポジションはミッドフィールダー。

## 経歴
2015年8月26日、イタリアのアタランタBCからACチェゼーナにレンタル移籍した。
2017年6月2日、ACミランと2年間の期限付き移籍が発表された。契約のオプションには買取も付帯されている。当初19番を着用予定であったが、レオナルド・ボヌッチの加入で譲ることになり79番を着用することになった。
2018-19シーズンのボヌッチ退団後、首脳陣から当初の19番に変更の打診があったがこれを断っている。理由としてファンへの配慮とDAZNのインタビューで語っている。2020-21シーズン、チームのチャンピオンズリーグ出場権獲得に貢献、セリエA年間ベストイレブンに選出された。2021-22シーズンのリーグ最終節、サッスオーロ戦で1ゴールを決めて勝利に貢献、この勝利でチームは優勝を果たすなど、年間を通じて優勝に貢献したが、シーズン終了後に退団を明言した。
2022年7月4日、FCバルセロナへの移籍が決定。契約は2026年6月30日までの4年間。
2023年3月19日、リーグ第26節のエル・クラシコで試合終了間際に決勝点となるゴールを決め、2-1での勝利に貢献した。
2023年8月9日、アル・アハリ・サウジFCに移籍した。

## 代表歴
2014年9月6日、コートジボワール代表としてシエラレオネ代表戦にて、17歳でA代表デビューを飾った。

## エピソード
アタランタやバルセロナでの背番号19番は、11歳の時に亡くなった父親の月命日が19日であったからである。

## 個人成績
2022年05月23日現在
| クラブ            | シーズン | リーグ戦 | リーグ戦 | カップ戦 | カップ戦 | UEFA | UEFA | その他 | その他 | 通算 | 通算 |
| クラブ            | シーズン | 出場     | 得点     | 出場     | 得点     | 出場 | 得点 | 出場   | 得点   | 出場 | 得点 |
| ----------------- | -------- | -------- | -------- | -------- | -------- | ---- | ---- | ------ | ------ | ---- | ---- |
| チェゼーナ (loan) | 2015–16  | 37       | 4        | 0        | 0        | —    | —    | —      | —      | 37   | 4    |
| アタランタ        | 2016–17  | 30       | 6        | 1        | 1        | —    | —    | —      | —      | 31   | 7    |
| ACミラン (loan)   | 2017-18  | 37       | 5        | 5        | 0        | 12   | 0    | —      | —      | 54   | 5    |
| ACミラン (loan)   | 2018-19  | 34       | 7        | 4        | 0        | 3    | 0    | 1      | 0      | 42   | 7    |
| ACミラン          | 2019-20  | 35       | 4        | 3        | 0        | —    | —    | —      | —      | 38   | 4    |
| ACミラン          | 2020-21  | 37       | 13       | 2        | 0        | 11   | 1    | —      | —      | 50   | 14   |
| ACミラン          | 2021-22  | 31       | 6        | 3        | 1        | 5    | 0    | —      | —      | 39   | 7    |
| 総通算            | 総通算   | 241      | 45       | 18       | 2        | 31   | 1    | 1      | 0      | 291  | 48   |

### 試合数
- 国際Aマッチ 56試合 6得点（2014年 - ）

| コートジボワール代表 | 国際Aマッチ | 国際Aマッチ |
| 年                   | 出場        | 得点        |
| -------------------- | ----------- | ----------- |
| 2014                 | 4           | 0           |
| 2015                 | 0           | 0           |
| 2016                 | 6           | 0           |
| 2017                 | 13          | 0           |
| 2018                 | 5           | 0           |
| 2019                 | 12          | 1           |
| 2020                 | 4           | 2           |
| 2021                 | 8           | 2           |
| 2022                 | 8           | 2           |
| 通算                 | 60          | 7           |

## タイトル

### クラブ
ACミラン
- セリエA：2021-22

FCバルセロナ
- プリメーラ・ディビシオン：2022-23
- スーペルコパ・デ・エスパーニャ：2022-23

アル・アハリ
- AFCチャンピオンズリーグエリート : 2024-25

### 個人
- セリエA年間ベストイレブン : 2020-21